# Mlhoš Kafka
Mlhoš Kafka (28. prosince 1928 Praha – 16. září 1993 Strakonice) byl český hudební skladatel a rozhlasový redaktor.

## Život

### Mládí
Mlhoš Kafka se narodil v Praze, kde vystudoval pět ročníků reálného gymnázia. Koncem války pracoval v Automobilových dílnách ČSD v Praze-Vršovicích jako zámečník. Po válce absolvoval Státní konzervatoř hudby, obor varhany a na Akademii múzických umění studoval čtyři semestry dirigování. Studia ukončil v roce 1953.

### Profesionální hudebník
Byl dirigentem Městských divadel pražských a postupně vystřídal i řadu dalších divadel. Od roku 1961 působil jako hudební redaktor a dramaturg Československého rozhlasu v Praze. Napsal na 400 skladeb určených převážně pro scénickou hudbu v rozhlase a televizi. Mnoho těchto skladeb bylo vydáno na audionahrávkách. Kromě toho pracoval jako hudební aranžér pro různé hudební soubory.
V období normalizace (v roce 1970) mu po stranických prověrkách bylo zrušeno členství v KSČ, v rozhlase ale pracoval i nadále. Od roku
1975 byl zaměstnán jako dramaturg v Hlavní redakci zábavy. V rozhlase pracoval do března 1993, kdy na vlastní žádost odešel do důchodu. Krátce na to zemřel.

## Dílo

### Scénická hudba (audionahrávky)
- Africké báje
- Báje a pohádky z Afriky a Asie
- Cikánské pohádky
- České humoresky
- Čínské pohádky
- Karel Čapek: Devatero pohádek (výběr)
- Françoise Saganová: Hedvábné oči
- Vladimír Hulpach: Indiánské báje střední a jižní Ameriky
- Luisella Fiumiová: Jako žena nula
- Charlotte Brontëová: Jana Eyrová
- Japonské pohádky a indiánské báje
- Alfred Hitchcock: Jen pro silné nervy
- Stephen Leacock: Kanadské žertíky
- O. Henry: Katedra filantromatematiky
- Jacques Rémy: Kdyby všichni chlapi světa
- Klasická detektivka (Gilbert Keith Chesterton, Karel Čapek, Freeman Wills Crofts, Maurice Leblanc, Arthur Conan Doyle, Edgar Allan Poe)
- Karel Jaromír Erben: Kytice
- Stephen Leacock: Literární poklesky
- Miroslav Švandrlík: Každý na svém koni
- Malajské pohádky
- Ray Bradbury: Marťanská kronika
- Josef Lada: Nezbedné pohádky
- Národní pohádky Boženy Němcové
- Blanka Kubešová: Od školy se práší
- Pohádky pro nejmenší
- Pohádky z jižní Francie
- Jan Martinec: Potkal Kohn Rabinoviče
- Francis Scott Fitzgerald: Povídky
- Jan Neruda: Povídky malostranské
- Karel Čapek: Povídky z jedné kapsy
- Karel Čapek: Povídky z druhé kapsy
- Jaroslav Hašek: Povídky
- Psí kazeta
- Arthur Conan Doyle: Sherlock Holmes
- Guy de Maupassant: Strach
- Oscar Wilde: Šťastný princ a jiné pohádky
- To nejlepší z české humoresky (Jaroslav Hašek, Ignát Herrmann, Karel Matěj Čapek-Chod, Eduard Bass)
- Kolektiv autorů: To nejlepší z české povídky
- Ondřej Sekora: U nás v Kocourkově
- Úvod do světa literatury
- Betty MacDonaldová: Vejce a já
- Ota Pavel: Veliký vodní tulák
- Nataša Tanská: Vyznáte se v tlačenici?
- Jan Drda: Zlaté kapradí
- Nikolaj Vasiljevič Gogol: Taras Bulba
- Jan Werich neznámý (Falstaff, Piju mošty - což ty? a další unikáty)
- Zvukový slabikář

### Arrangement
- Trampská romance
- 5 skladeb skupiny George & Beatovens